# Satellite Awards 2012

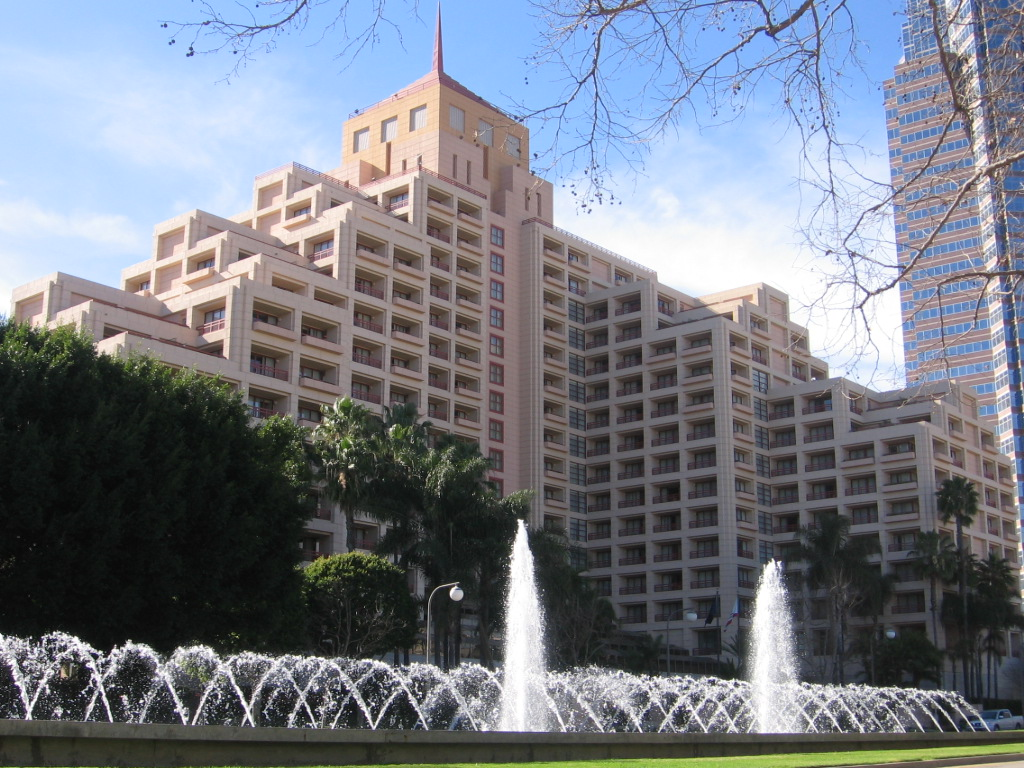
InterContinental Hotel in Los Angeles

Die 17. Verleihung der Satellite Awards, welche die International Press Academy (IPA) jedes Jahr in verschiedenen Film- und Medienkategorien vergibt, fand am Sonntag, den 16. Dezember 2012, im InterContinental Hotel in Los Angeles statt. Bei den 17. Satellite Awards wurden Filme und Serien des Jahres 2012 geehrt.

## Sonderauszeichnungen
- Auteur Award (für eine einzigartige Kontrolle über die Filmproduktionselemente) – Paul Williams
- Humanitarian Award (für wahre Veränderungen in der Filmbranche und darüber hinaus) – Benh Zeitlin (Beasts of the Southern Wild)
- Mary Pickford Award (für herausragende Beiträge zur Entertainment-Branche) – Terence Stamp
- Tesla Award (für innovative Leistungen in der Filmproduktion) – Walter Murch
- Satellite Ehrenpreis – Bruce Davison
- Herausragendes Nachwuchstalent (Outstanding New Talent) – Quvenzhané Wallis (Beasts of the Southern Wild)

## Gewinner und Nominierte im Bereich Film
| Film                               | N  | A |
| ---------------------------------- | -- | - |
| Les Misérables                     | 11 | 4 |
| Lincoln                            | 8  | 1 |
| Silver Linings                     | 7  | 5 |
| James Bond 007: Skyfall            | 7  | 1 |
| The Master                         | 7  | 0 |
| Flight                             | 6  | 1 |
| Anna Karenina                      | 6  | 0 |
| The Sessions – Wenn Worte berühren | 6  | 0 |
| Life of Pi: Schiffbruch mit Tiger  | 5  | 2 |
| Zero Dark Thirty                   | 5  | 1 |
| Argo                               | 4  | 1 |
| Pieta                              | 3  | 1 |
| Ziemlich beste Freunde             | 3  | 1 |
| Beasts of the Southern Wild        | 3  | 0 |
| Cloud Atlas                        | 3  | 0 |

### Bester Film
Silver Linings
James Bond 007: Skyfall
Lincoln
The Sessions – Wenn Worte berühren
Argo
Beasts of the Southern Wild
Zero Dark Thirty
Life of Pi: Schiffbruch mit Tiger
Moonrise Kingdom
Les Misérables

### Bester Hauptdarsteller
Bradley Cooper – Silver Linings
Joaquin Phoenix – The Master
Daniel Day-Lewis – Lincoln
Hugh Jackman – Les Misérables
Omar Sy – Ziemlich beste Freunde
Denzel Washington – Flight
John Hawkes – The Sessions – Wenn Worte berühren

### Beste Hauptdarstellerin
Jennifer Lawrence – Silver Linings
Jessica Chastain – Zero Dark Thirty
Laura Linney – Hyde Park on Hudson
Keira Knightley – Anna Karenina
Émilie Dequenne – Our Children
Laura Birn – Fegefeuer
Emmanuelle Riva – Liebe

### Bester Nebendarsteller
Javier Bardem – James Bond 007: Skyfall
Robert De Niro – Silver Linings
John Goodman – Flight
Philip Seymour Hoffman – The Master
Tommy Lee Jones – Lincoln
Eddie Redmayne – Les Misérables

### Beste Nebendarstellerin
Anne Hathaway – Les Misérables
Amy Adams – The Master
Samantha Barks – Les Misérables
Judi Dench – James Bond 007: Skyfall
Hélène Florent – Café de Flore
Helen Hunt – The Sessions – Wenn Worte berühren

### Bester Dokumentarfilm
Chasing Ice
Ai Weiwei: Never Sorry
The Central Park Five
Töte zuerst – Der israelische Geheimdienst
Marina Abramović: The Artist is Present
The Pruitt-Igoe Myth
Searching for Sugar Man
West of Memphis

### Bester fremdsprachiger Film
Pieta, Süd-Korea

Ziemlich beste Freunde, Frankreich
À perdre la raison, Belgien – Regie: Joachim Lafosse
Cäsar muss sterben (Cesare deve morire), Italien
Jenseits der Hügel (După dealuri), Rumänien
Kon-Tiki, Norwegen
Die Königin und der Leibarzt (En kongelig affære), Dänemark
Liebe, Österreich
Nader und Simin – Eine Trennung, Iran
Rebelle, Kanada

### Bester Film (Animationsfilm oder Real-/Animationsfilm)
Die Hüter des Lichts
Merida – Legende der Highlands
Frankenweenie
Ice Age 4 – Voll verschoben
Madagascar 3: Flucht durch Europa
ParaNorman
Ralph reichts

### Beste Regie
David O. Russell – Silver Linings
Ben Affleck – Argo
Kathryn Bigelow – Zero Dark Thirty
Kim Ki-duk – Pieta
Ben Lewin – The Sessions – Wenn Worte berühren
Steven Spielberg – Lincoln

### Bestes adaptiertes Drehbuch
David Magee – Life of Pi: Schiffbruch mit Tiger
Tom Stoppard – Anna Karenina
Chris Terrio – Argo
Tony Kushner, John Logan und Paul Webb – Lincoln
David O. Russell – Silver Linings
Ben Lewin – The Sessions – Wenn Worte berühren

### Bestes Originaldrehbuch
Mark Boal – Zero Dark Thirty
John Gatins – Flight
Éric Toledano und Olivier Nakache – Ziemlich beste Freunde
Paul Thomas Anderson – The Master
Wes Anderson und Roman Coppola – Moonrise Kingdom
Kim Ki-duk – Pieta

### Beste Filmmusik
Alexandre Desplat – Argo
Dario Marianelli – Anna Karenina
Benh Zeitlin und Dan Romer – Beasts of the Southern Wild
John Williams – Lincoln
Jonny Greenwood – The Master
Thomas Newman – James Bond 007: Skyfall

### Bester Filmsong
„Suddenly“ von Herbert Kretzmer, Claude-Michel Schönberg und Alain Boublil – Les Misérables
„Fire in the Blood/Snake Song“ von Nick Cave und Warren Ellis – Lawless – Die Gesetzlosen
„Learn Me Right“ von Mumford & Sons – Merida – Legende der Highlands
„Love Always Comes As a Surprise“ von Peter Asher und David A. Stewart – Madagascar 3: Flucht durch Europa
„Skyfall“ von Adele und Paul Epworth – James Bond 007: Skyfall
„Still Alive“ von Paul Williams – Paul Williams Still Alive

### Beste Kamera
Claudio Miranda – Life of Pi: Schiffbruch mit Tiger
Seamus McGarvey – Anna Karenina
Ben Richardson – Beasts of the Southern Wild
Janusz Kamiński – Lincoln
Mihai Mălaimare Junior – The Master
Roger Deakins – James Bond 007: Skyfall

### Beste Visuelle Effekte
Jim Gibbs, Kevin Baillie, Michael Lantieri und Ryan Tudhope – Flight
Dan Glass, Geoffrey Hancock und Stéphane Ceretti – Cloud Atlas
Chris Corbould und Paul J. Franklin – The Dark Knight Rises
Bill Westenhofer und Guillaume Rocheron – Life of Pi: Schiffbruch mit Tiger
Charley Henley, Martin Hill und Richard Stammers – Prometheus – Dunkle Zeichen
Andrew Whitehurst, Asregadoo Arundi und Steven Begg – James Bond 007: Skyfall

### Bester Filmschnitt
Jay Cassidy und Crispin Struthers – Silver Linings
Alexander Berner – Cloud Atlas
Jeremiah O’Driscoll – Flight
Chris Dickens und Melanie Ann Oliver – Les Misérables
Lisa Bromwell – The Sessions – Wenn Worte berühren
Dylan Tichenor und William Goldenberg – Zero Dark Thirty

### Bester Tonschnitt
Andy Nelson, John Warhurst, Lee Walpole und Simon Hayes – Les Misérables
Baard H. Ingebretsen und Tormod Ringnes – Kon-Tiki
Drew Kunin, Eugene Gearty, Philip Stockton und Ron Bartlett – Life of Pi: Schiffbruch mit Tiger
Dennis Leonard, Dennis S. Sands, Randy Thom und William B. Kaplan – Flight
Doug Hemphill, Mark P. Stoeckinger, Ron Bartlett, Simon Hayes und Victor Ray Ennis – Prometheus – Dunkle Zeichen
Andy Nelson, Chris Munro und Craig Henighan – Snow White and the Huntsman

### Bestes Szenenbild
Rick Carter, Curt Beech, David Crank und Leslie McDonald – Lincoln
Sarah Greenwood, Niall Moroney, Thomas Brown, Nick Gottschalk und Tom Still – Anna Karenina
James Hambidge, Kevin Kavanaugh, Naaman Marshall und Nathan Crowley – The Dark Knight Rises
Anna Lynch-Robinson und Eve Stewart – Les Misérables
David Crank und Jack Fisk – The Master
Niels Sejer – Die Königin und der Leibarzt

### Bestes Kostümdesign
Manon Rasmussen – Die Königin und der Leibarzt
Paco Delgado – Les Misérables
Jacqueline Durran – Anna Karenina
Kym Barrett und Pierre-Yves Gayraud – Cloud Atlas
Christian Gasc und Valerie Ranchoux – Leb wohl, meine Königin!
Colleen Atwood – Snow White and the Huntsman

### Bestes Ensemble
Les Miserábles
Samantha Barks, Helena Bonham Carter, Sacha Baron Cohen, Russell Crowe, Anne Hathaway, Hugh Jackman, Eddie Redmayne, Amanda Seyfried

## Gewinner und Nominierte im Bereich Fernsehen
| Serie                                | N | A |
| ------------------------------------ | - | - |
| The Big Bang Theory                  | 5 | 0 |
| Downton Abbey                        | 4 | 1 |
| Game Change – Der Sarah-Palin-Effekt | 4 | 1 |
| Nashville                            | 4 | 0 |
| Up All Night                         | 4 | 0 |
| Homeland                             | 3 | 3 |
| Hatfields & McCoys                   | 3 | 1 |
| Justified                            | 3 | 1 |
| Breaking Bad                         | 3 | 0 |
| Hemingway & Gellhorn                 | 3 | 0 |

### Beste Fernsehserie (Drama)
Homeland
Breaking Bad
Downton Abbey
Game of Thrones
Good Wife
Justified
The Newsroom
Nashville

### Beste Fernsehserie (Komödie/Musical)
The Big Bang Theory
Community
Girls
Happy Endings
Modern Family
Das Büro
Parks and Recreation
Up All Night

### Beste Genre-Serie
The Walking Dead
American Horror Story
Arrow
Fringe – Grenzfälle des FBI
Grimm
Once Upon a Time – Es war einmal …
Revolution
Supernatural

### Beste Miniserie oder bester Fernsehfilm
Hatfields & McCoys
Birdsong
The Crimson Petal and the White
Game Change – Der Sarah-Palin-Effekt
Hemingway & Gellhorn
Luther
Sherlock
Wallander

### Bester Darsteller in einer Serie (Drama)
Damian Lewis – Homeland
Bryan Cranston – Breaking Bad
Jeff Daniels – The Newsroom
Jon Hamm – Mad Men
Jonny Lee Miller – Elementary
Timothy Olyphant – Justified

### Beste Darstellerin in einer Serie (Drama)
Claire Danes – Homeland
Connie Britton – Nashville
Michelle Dockery – Downton Abbey
Julianna Margulies – Good Wife
Hayden Panettiere – Nashville
Chloë Sevigny – Hit & Miss

### Bester Darsteller in einer Serie (Komödie/Musical)
Johnny Galecki – The Big Bang Theory
Will Arnett – Up All Night
Don Cheadle – House of Lies
Louis C. K. – Louie
Joel McHale – Community
Jim Parsons – The Big Bang Theory

### Beste Darstellerin in einer Serie (Komödie/Musical)
Kaley Cuoco – The Big Bang Theory
Christina Applegate – Up All Night
Laura Dern – Enlightened – Erleuchtung mit Hindernissen
Lena Dunham – Girls
Julia Louis-Dreyfus – Veep – Die Vizepräsidentin
Amy Poehler – Parks and Recreation

### Bester Darsteller in einer Miniserie oder einem Fernsehfilm
Benedict Cumberbatch – Sherlock
Kenneth Branagh – Wallander
Kevin Costner – Hatfields & McCoys
Idris Elba – Luther
Woody Harrelson – Game Change – Der Sarah-Palin-Effekt
Clive Owen – Hemingway & Gellhorn

### Beste Darstellerin in einer Miniserie oder einem Fernsehfilm
Julianne Moore – Game Change – Der Sarah-Palin-Effekt
Gillian Anderson – Große Erwartungen
Romola Garai – The Crimson Petal and the White
Nicole Kidman – Hemingway & Gellhorn
Sienna Miller – The Girl
Sigourney Weaver – Political Animals

### Bester Nebendarsteller
Neal McDonough – Justified
Powers Boothe – Nashville
Jim Carter – Downton Abbey
Peter Dinklage – Game of Thrones
Giancarlo Esposito – Breaking Bad
Evan Peters – American Horror Story

### Beste Nebendarstellerin
Maggie Smith – Downton Abbey
Mayim Bialik – The Big Bang Theory
Christina Hendricks – Mad Men
Sarah Paulson – Game Change – Der Sarah-Palin-Effekt
Maya Rudolph – Up All Night
Mare Winningham – Hatfields & McCoys

### Bestes Ensemble
Orange Is the New Black
Taylor Schilling, Laura Prepon, Michael J. Harney, Michelle Hurst, Kate Mulgrew und Jason Biggs